# 1337

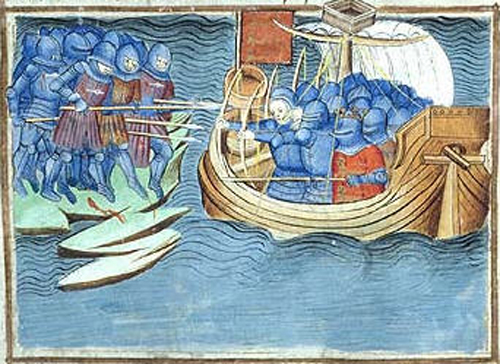
Slag bij Cadzand

Het jaar 1337 is het 37e jaar in de 14e eeuw volgens de christelijke jaartelling.

## Gebeurtenissen
mei
- 24 - Filips VI van Frankrijk confisqueert het Guyenne en Ponthieu, in handen van Eduard III van Engeland, omdat deze zich niet aan zijn verplichtingen als leenman zou hebben gehouden.
- mei - Koning Eduard III van Engeland geeft opdracht aan Hendrik van Grosmont en Walter Manny om het graafschap Vlaanderen binnen te vallen.

juli
- 4 - In Schiedam wordt Willem van Oostervant, zoon van graaf Willem III van Holland en Henegouwen, uitgeroepen tot graaf Willem IV.

november
- november - Slag bij Cadzand: De plunderende Engelsen onder Manny verslaan het garnizoen van Sluis onder Gwijde, zoon van Lodewijk I van Vlaanderen. Gwijde wordt gevangen genomen, en de meeste Vlamingen komen om, maar de Engelsen trekken zich korte tijd later vrijwillig terug.

december
- 28 - In Gent vindt een volksvergadering van opstandige burgers plaats onder leiding van Jacob van Artevelde.

zonder datum
- De Universiteit van Angers wordt gesticht.
- Hugh de Audley wordt gecreëerd graaf van Gloucester.
- Graaf Johan van Nassau-Hadamar benoemt zijn uit de geestelijke stand getreden broer Emico II tot mederegent.
- oudst bekende vermelding: Gassel

## Kunst
- Simone Martini: Orsinipolyptiek

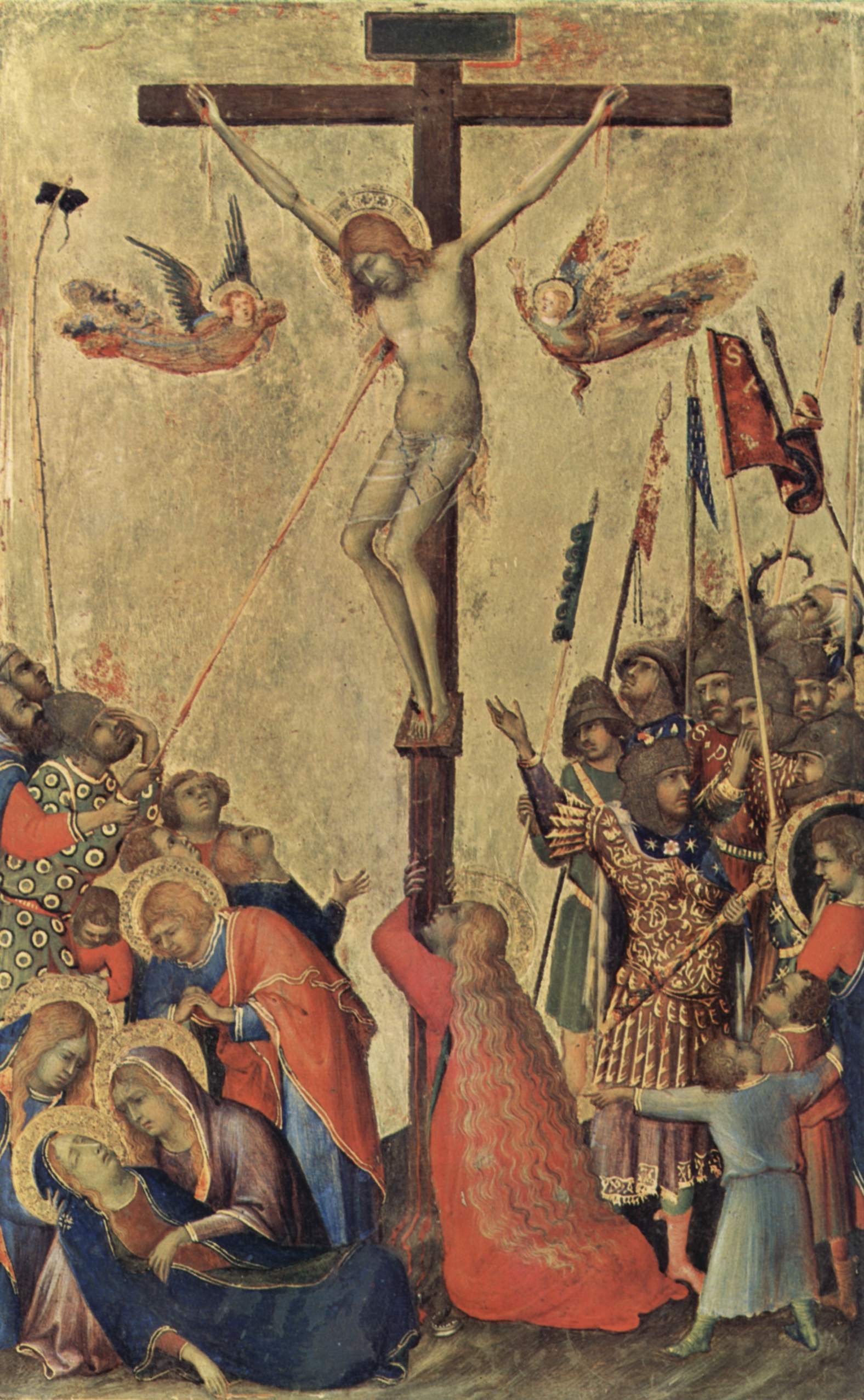
De kruisiging op het Orsinipolyptiek

## Opvolging
- Augsburg - Ulrich II van Schönegg opgevolgd door Hendrik III van Schönegg
- Holland en Henegouwen - Willem III opgevolgd door zijn zoon Willem IV
- Mali - Mansa Moussa opgevolgd door zijn zoon Mansa Maghan (jaartal bij benadering)
- Namen - Filips III opgevolgd door zijn broer Willem I
- Ratibor - Nicolaas II van Troppau in opvolging van zijn schoonbroer Leszek
- Sicilië - Frederik II opgevolgd door zijn zoon Peter II

## Geboren
- 25 februari - Wenceslaus I, graaf en hertog van Luxemburg (1353-1383), echtgenoot van Johanna van Brabant
- Isabella, titulair koningin van Majorca (1375-1403)
- Tello van Trastámara, Castiliaans prins
- Jean Frassoirt, Zuid-Nederlands schrijver (jaartal bij benadering)
- Stefanus III van Beieren, Duits edelman (jaartal bij benadering)
- Wenceslaus, keurvorst van Saksen-Wittenberg (jaartal bij benadering)

## Overleden
- 8 januari - Giotto di Bondone (~70), Italiaans kunstschilder en architect
- 7 juni - Gwenllian ferch Llywelyn (~54), Welsh edelvrouw
- 7 juni - Willem III (~49), graaf van Holland en Henegouwen (1304-1337)
- 25 juni - Frederik II (64), koning van Sicilië (1296-1337)
- september - Filips III, markgraaf van Namen (1336-1337)
- september - Hendrik II, graaf van Vianden
- Hendrik van Boxtel, Nederlands edelman (jaartal bij benadering)
- Mansa Moussa, koning van Mali (1312-1337) (jaartal bij benadering)
- Tino di Camaino, Italiaans beeldhouwer (jaartal bij benadering)